# Сейсмограф

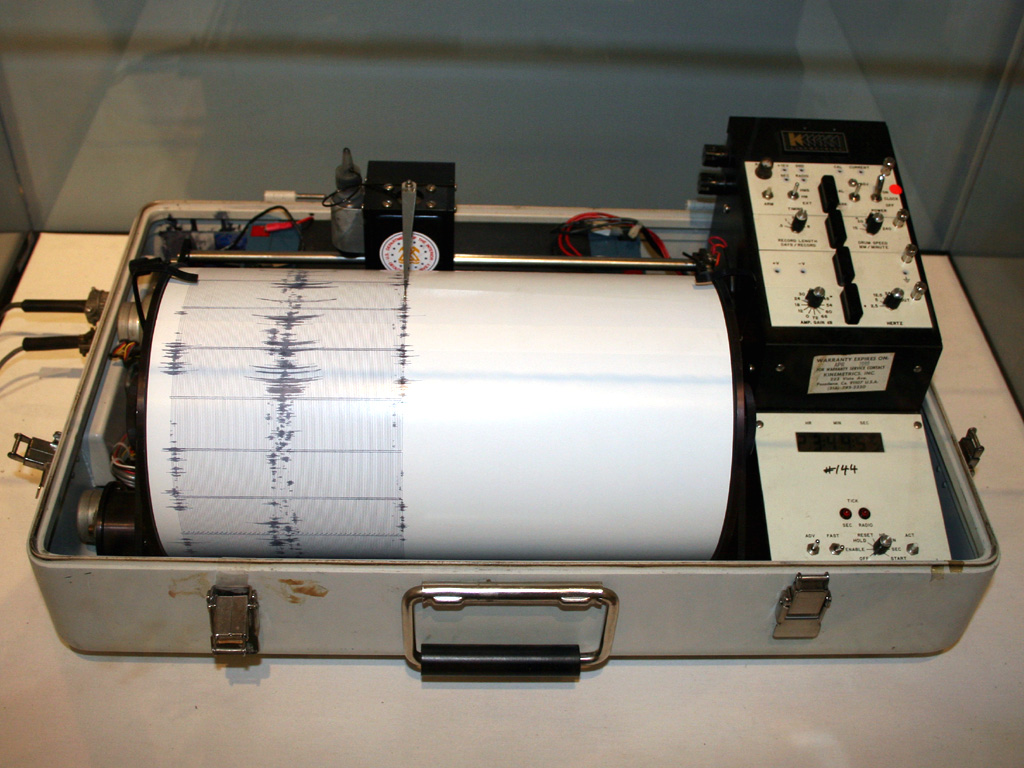
Сейсмограф

Сейсмограф

Сейсмо́граф (від грец. seismós (струс)  і graphō (писати) ) — прилад для автоматичного запису коливань земної поверхні, зумовлених сейсмічними хвилями (при землетрусах та сейсморозвідці).

## Загальний опис
Складається з сейсмометра й реєструючого прилада. 
Корпус приладу прикріплений до землі та сприймає сейсмічні коливання. З корпусом пружинами пов'язаний  інерційний елемент (елемент з великою масою а отже великою інерцією і тому більш нерухомий). Прилад реєструє різницю між коливаннями корпуса та інерційного елементу. 
Для реєстрації об'ємних хвиль стиску в рідкому середовищі (на морі, в бурових свердловинах) застосовуються п'єзоелектричні сейсмографи.
Сейсмографи відзначаються величезною чутливістю, яка дозволяє записувати землетруси на віддалі кількох тисяч кілометрів.
Сучасні комп'ютеризовані сейсмовимірювальні системи одночасно фіксують та аналізують в реальному масштабі часу сигнали з декількох сейсмодатчиків, враховують спектри сигналів.

## Застосування
Сейсмологія — для вивчення землетрусів та поширення сейсмічних хвиль у Землі.
Геологія — для вивчення структури земної кори та тектонічних процесів.
Будівництво та інженерія — для оцінки сейсмічної стійкості будівель і споруд, особливо в зонах з високою сейсмічною активністю.
Видобувна промисловість — при геологорозвідці нафтових, газових і рудних родовищ (метод сейсморозвідки).
Цивільна оборона та безпека — для виявлення та моніторингу підземних ядерних випробувань або вибухів.
Наукові дослідження — для вивчення внутрішньої будови Землі (наприклад, межі між мантією і ядром).

## Історія

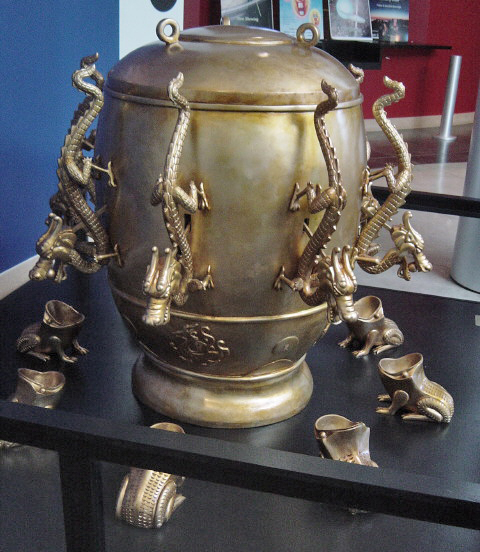
Репліка сейсмографу Чан Хе

Перший сейсмограф було винайдено китайським вченим Чан Хе 132 року. Прилад являв собою вазу з отворами, розташованими по ободу. При коливанні земної поверхні металеві кульки з отворів падали в підставлені посудини. За картиною тих кульок, що впали і тих, що залишилися на місці, визначали напрямок поштовху.
Електродинамічні сейсмографи винайдені Борисом Голіциним. 

## Літературна
- (англ.) Segpiar Seron. Joy of Knowledge: Science and the Universe / James Mitchell (Editor). — Worthing : Littlehampton Book Services Ltd, 1978. — 304 с. — (The Mitchell Beazley joy of knowledge library) — ISBN 0855331119005223543.
- Гірничий енциклопедичний словник : у 3 т / за ред. В. С. Білецького. — Д. : Східний видавничий дім, 2001—2004.

- Словник-довідник з фізичної географії : для школярів і абітурієнтів / укл. Єна О. В., Супричов О. В. — К. : Довіра, 2002. — 238 с. — ISBN 966-507-133-5.
- Словник іншомовних слів / за ред. О. С. Мельничука. — К. : Головна редакція Української Радянської Енциклопедії АН УРСР, 1974.